# Lonchophylla chocoana
Lonchophylla chocoana (Dávalos, 2004) è un pipistrello della famiglia dei Fillostomidi diffuso nell'America meridionale.

## Descrizione

### Dimensioni
Pipistrello di piccole dimensioni, con la lunghezza della testa e del corpo tra 70 e 74 mm, la lunghezza dell'avambraccio tra 44 e 48 mm, la lunghezza della coda tra 7 e 10,5 mm, la lunghezza del piede tra 10 e 15 mm, la lunghezza delle orecchie tra 14 e 17 mm e un peso fino a 23 g.

### Aspetto
La pelliccia è leggermente lunga e morbida. Le parti dorsali variano dall'arancione al marrone con la base dei peli bianco crema, mentre le parti ventrali sono marroni. Il muso è lungo, con il labbro inferiore attraversato da un profondo solco longitudinale contornato da due cuscinetti carnosi e che si estende ben oltre quello superiore. La foglia nasale è lanceolata, ben sviluppata e con la porzione anteriore saldata al labbro superiore. Le orecchie sono corte, triangolari con l'estremità arrotondata e ben separate tra loro. Le ali sono attaccate posteriormente sulle caviglie. La coda è corta e fuoriesce con l'estremità dalla superficie dorsale dell'uropatagio. Il calcar è più corto del piede.

## Biologia

### Alimentazione
Si nutre di nettare, polline e alcuni insetti.

## Distribuzione e habitat
Questa specie è diffusa nella Colombia sud-occidentale e nell'Ecuador nord-occidentale.
Vive foreste pluviali tropicali primarie e secondarie. 

## Conservazione
La IUCN Red List, considerato che questa specie è stata scoperta recentemente e ci sono ancora poche informazioni circa il suo areale, lo stato della popolazione e i requisiti ecologici, classifica L.chocoana come specie con dati insufficienti (DD).